# 78-ма паралель південної широти
78-ма паралель південної широти — лінія широти, що лежить на 78 градусів південніше земної екваторіальної площини. Вона проходить через Південний океан та Антарктиду.
На цій широті під час літнього сонцестояння сонце видно 24 години (полярний день), а під час зимового сонцестояння протягом доби тривають навігаційні сутінки (полярна ніч).

## Список географічних об'єктів, що перетинає 78° пд. ш
Починаючи з Гринвіцького меридіану та рухаючись на схід, 78-ма паралель південної широти проходить через:
| Координати                                                   | Континент або океан                                | Примітки                                                                          |
| ------------------------------------------------------------ | -------------------------------------------------- | --------------------------------------------------------------------------------- |
| 78°0′ пд. ш. 0°0′ сх. д. / 78.000° пд. ш. 0.000° сх. д.      | Антарктида                                         | Проходить через Землю Королеви Мод (претендує Норвегія)                           |
| 78°0′ пд. ш. 45°0′ сх. д. / 78.000° пд. ш. 45.000° сх. д.    | Антарктида                                         | Проходить через західну Австралійську Антарктичну територію (претендує Австралія) |
| 78°0′ пд. ш. 136°0′ сх. д. / 78.000° пд. ш. 136.000° сх. д.  | Антарктида                                         | Проходить через Землю Аделі (претендує Франція)                                   |
| 78°0′ пд. ш. 142°0′ сх. д. / 78.000° пд. ш. 142.000° сх. д.  | Антарктида                                         | Проходить через східну Австралійську Антарктичну територію (претендує Австралія)  |
| 78°0′ пд. ш. 160°0′ сх. д. / 78.000° пд. ш. 160.000° сх. д.  | Антарктида                                         | Проходить через Територію Росса (претендує Нова Зеландія)                         |
| 78°0′ пд. ш. 177°42′ сх. д. / 78.000° пд. ш. 177.700° сх. д. | Південний океан На південь від Тихого океана       | Море Росса                                                                        |
| 78°0′ пд. ш. 160°26′ зх. д. / 78.000° пд. ш. 160.433° зх. д. | Антарктида                                         | Проходить через Територію Росса (претендує Нова Зеландія)                         |
| 78°0′ пд. ш. 150°0′ зх. д. / 78.000° пд. ш. 150.000° зх. д.  | Антарктида                                         | Проходить через Землю Мері Берд, на яку жодна країна не претендує                 |
| 78°0′ пд. ш. 90°0′ зх. д. / 78.000° пд. ш. 90.000° зх. д.    | Антарктида                                         | Проходить через Чилійську Антарктику (претендує Чилі)                             |
| 78°0′ пд. ш. 80°0′ зх. д. / 78.000° пд. ш. 80.000° зх. д.    | Антарктида                                         | Проходить через територію, на яку претендують Чилі та Велика Британія             |
| 78°0′ пд. ш. 74°0′ зх. д. / 78.000° пд. ш. 74.000° зх. д.    | Антарктида                                         | Проходить через територію, на яку претендують Аргентина, Чилі та Велика Британія  |
| 78°0′ пд. ш. 53°0′ зх. д. / 78.000° пд. ш. 53.000° зх. д.    | Антарктида                                         | Проходить через територію, на яку претендують Аргентина та Велика Британія        |
| 78°0′ пд. ш. 45°44′ зх. д. / 78.000° пд. ш. 45.733° зх. д.   | Південний океан На південь від Атлантичного океана | Море Ведделла                                                                     |
| 78°0′ пд. ш. 42°7′ зх. д. / 78.000° пд. ш. 42.117° зх. д.    | Антарктида                                         | Проходить через територію, на яку претендують Аргентина та Велика Британія        |
| 78°0′ пд. ш. 25°0′ зх. д. / 78.000° пд. ш. 25.000° зх. д.    | Антарктида                                         | Проходить через Британську Антарктичну Територію (претендує Велика Британія)      |
| 78°0′ пд. ш. 20°0′ зх. д. / 78.000° пд. ш. 20.000° зх. д.    | Антарктида                                         | Проходить через Землю Королеви Мод (претендує Норвегія)                           |